# Tripteridia monochasma
Tripteridia monochasma là một loài bướm đêm trong họ Geometridae.